# Picea aurantiaca
Picea aurantiaca Mast., 1906 è una specie di peccio, appartenente alla famiglia delle Pinaceae, originaria del Sichuan occidentale, nelle montagne ad ovest di Kangding, in Cina.

## Etimologia
Il nome generico Picea, utilizzato già dai latini, potrebbe, secondo un'interpretazione etimologica, derivare da Pix picis = pece, in riferimento all'abbondante produzione di resina. Il nome specifico aurantiaca deriva dal latino e significa arancio, in riferimento al colore dei virgulti.

## Descrizione

### Portamento
Albero alto fino a 20-25 m, con unico tronco diritto che può raggiungere 0,7 m di diametro e rami del primo ordine corti, sviluppantesi orizzontalmente o ricurvi verso il basso, mentre quelli del secondo ordine sono spessi, rigidi e non curvati. I virgulti sono rigidi, spessi, di colore arancione o arancione-giallastro, poi grigi, prima pubescenti poi glabri, con superficie liscia e scanalata; i pulvini sono ben sviluppati, 1-2 mm, ad angolo retto sui virgulti. La chioma è snella e conica, aperta.

### Foglie
Le foglie sono aghiformi, più o meno disposte a pettine, lunghe 0,8-1,8 cm, lineari, dritte o ricurve, quadrangolari-rombiche, pungenti; hanno stomi su entrambe le pagine, disposti su 3-6 linee in 4 bande. Gli aghi da giovani sono verdi-bluastri, poi grigi-verdi. Le gemme sono ovoidali-coniche, di 4-6 mm, coperte da pulvini alla base, resinose; le perule sono triangolari, ottuse o acute, di colore marrone-giallastro, persistenti per parecchi anni.

### Fiori
Gli strobili maschili sono ascellari, lunghi 1,5-2 cm, prima rossastri, poi gialli con polline.

### Frutti
I coni femminili sono inizialmente eretti, poi pendenti, cilindrici-oblunghi, sessili o con peduncolo corto, lunghi 10-12 cm e larghi 4-4,5 cm, rossi-brillanti da immaturi, poi marroni-rossastri, con punta ottusa. I macrosporofilli sono ovoidali-rombici, con apice arrotondato, lunghi 2,5 cm., con superficie striata, luminosa, glabra, con margine superiore eroso e dentellato. Le brattee sono ligulate, lunghe 2-4 mm, interamente nascoste. I semi, oboivali-conici, sono marroni, lunghi 3-4 mm, con parte alata lunga 12-14 mm, di colore marrone-giallastro.

### Corteccia
La corteccia, di colore grigio pallido, con il tempo diventa profondamente solcata e divisa in placche irregolari.

## Distribuzione e habitat
Vegeta in alta montagna dai 2600 ai 3800 m di quota, prediligendo suoli calcarei; il clima di riferimento è freddo, con precipitazioni molto variabili. Cresce in foreste prevalentemente miste in associazione con altre conifere, come Picea likiangensis var. rubescens, Abies squamata e Larix potaninii; tra le caducifoglie è prevalente l'associazione con specie del genere Betula.

## Tassonomia
Maxwell Masters descrisse questa specie insieme a P. asperata e a P. retroflexa nel 1906, annotandone peraltro le affinità e la presenza di forme intermedie tra di esse. Infatti non tutti accettano il rango di specie di questo taxon che da taluni viene descritto come varietà di P. asperata (Flora of China 4:28, 1999). Farjon (2010), ritiene che occorrerebbero indagini filogenetiche accurate per stabilire senza ombra di dubbio la classificazione corretta dei tre taxon attualmente accettati come specie.

## Usi
Probabilmente il suo legno viene utilizzato nell'industria cartaria e in edilizia, non essendoci notizie dettagliate in quanto in Cina questa specie è considerata una varietà di P. asperata. In Europa è molto rara nei giardini botanici.

## Conservazione
Lo sfruttamento del suo legno con conseguente deforestazione era e rimane parzialmente (dopo le leggi restrittive emanate nel 1998) il rischio maggiore per la specie, insieme agli incendi boschivi, con un declino accertato della popolazione; inoltre l'areale primario è 
limitato a circa 50 km² di territorio. Per questo motivi viene classificata come Specie in pericolo nella Lista rossa IUCN.